# ケルト系キリスト教

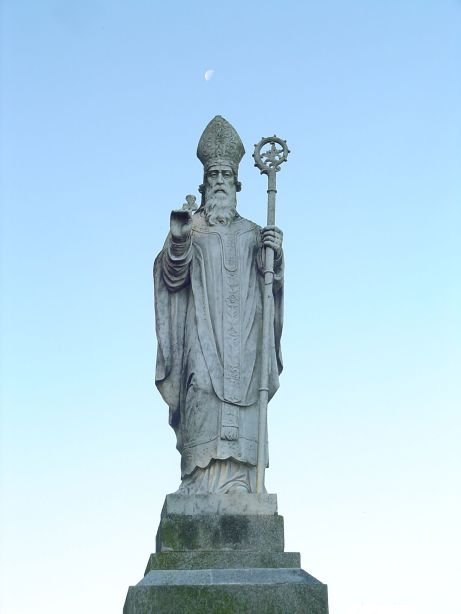
アイルランドにキリスト教を伝えたパトリキウス

ケルト系キリスト教（ケルトけい キリストきょう、Celtic Christianity) は、ケルト系共同体によって受容され、実践されたキリスト教である。ケルト教会 (Celtic Church) とも言う。中世前期のアイルランドからスコットランド、イングランド北部に広がり、その修道院制度は西ヨーロッパにも伝えられた。西欧の歴史から一度は消滅したこの流れが近年再びケルト教会として蘇っている。

## 中世ケルト教会
古代のローマ帝国時代のイングランドにはキリスト教が一時は広まったが、ローマ軍団が大陸に引き上げ、異教のアングロサクソンが侵入するとキリスト教はイングランドから消滅した。しかし、ローマ帝国の支配も受けず、アングロサクソンの侵入も受けなかったケルトの島アイルランドでキリスト教は生き残っていた。アイルランドにおけるキリスト教改宗は、ドルイドが中心になって行われた。つまりケルト文化を残したままキリスト教化したのである。異教のアングロサクソン・イングランドを再び教化したのは、ローマ教皇グレゴリウス1世に派遣され、597年ケントに上陸したカンタベリーのアウグスティヌスが率いる宣教団だけではない。アイルランドからヘブリディーズ諸島に渡った聖コルンバが創建したアイオナ修道院はスコットランドを教化したし、アイオナからノーサンブリアに移植されたケルト教会であるリンデスファーン修道院は北部イングランドを改宗させている。またこれらの修道院からケルト系修道院制度が海を渡って現在のオランダやドイツにまで伝えられた。中世ケルト教会の中心となったアイオナ修道院やリンデスファーン修道院が9世紀にヴァイキングの度重なる襲撃によって荒廃すると、いつしかベネディクト会修道院にとって代わられ、ケルト系キリスト教は歴史から姿を消した。

## 中世ケルト教会の特徴

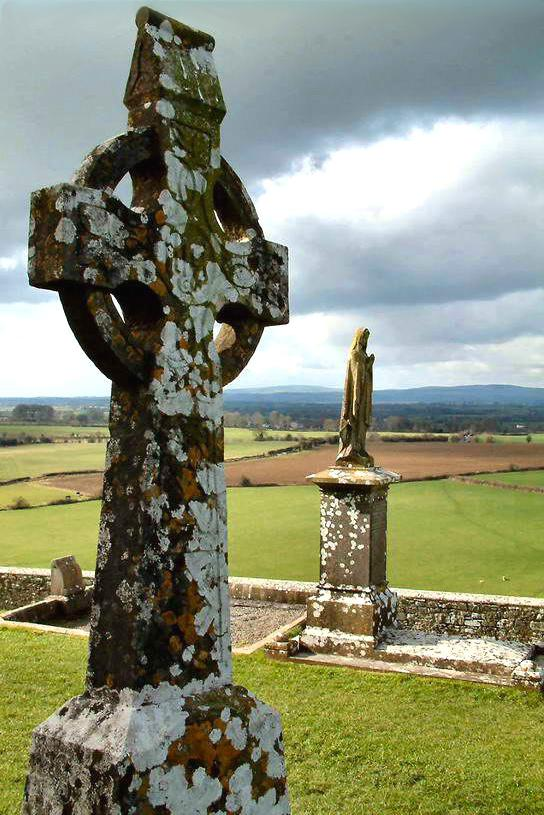
ケルト十字

正統カトリックが世俗社会の教化のために司教制度を重視するのに対し、中世ケルト教会は司教よりも修道院が教化に当ることを選好した。教義面でもイースターの日の数え方が違うなど、カトリックとは若干の差異があった。またケルト教会はケルト石造十字架をシンボルとして用いた。これは円形を刻印された十字架である。
スコットランドのアイオナ修道院、北部イングランドのリンデスファーン修道院、アイルランドのダロウ修道院などケルト教会の中心となった修道院では、渦巻・組紐・動物文様など明確なケルト美術の伝統を持つ華麗な装飾写本を生み出した。「ケルズの書」、「リンデスファーン福音書」、「ダロウの書」は三大ケルト装飾写本として現代に伝えられている。

## 現代のケルト教会
20世紀になってから、カトリックともプロテスタントとも異なるケルト教会への回帰運動がその聖地であるアイオナやリンデスファーンで始まり、米国でも人気を得るようになった。現代ケルト教会は自然愛、教義性の欠如、他宗教への寛容と友好性を特徴とする。

## 関連書籍
- バーナード ミーハン　鶴岡真弓 訳　『ケルズの書』　創元社 ISBN 4422230182